# پنجه در خاک
پنجه در خاک فیلمی به کارگردانی و نویسندگی ایرج قادری محصول سال ۱۳۷۶ است.

## خلاصه فیلم
سربازان عراقی درصدد هستند تا مردان یک روستای مرزی را به جبهه ببرند، اما آن‌ها ریشه خود را ایرانی می‌دانند. به همین دلیل شبانه تصمیم به فراری دادن جوان‌ها می‌گیرند. قضیه لو می‌رود و عراقی‌ها دستور دستگیری همه مردان جوان روستا را می‌دهند. در این بین مردم شورش می‌کنند و سرهنگ و سربازان عراقی را در پاسگاه زندانی می‌کنند و آماده کوچ به طرف ایران می‌شوند، اما باز درگیری میان سربازان عراقی و مردم صورت می‌گیرد و …

## بازیگران
- افسانه بایگان
- اکبر عبدی
- محمود اردلان
- بهزاد رحیم خانی
- محمد برسوزیان
- لیدا جوادی
- شهروز رامتین
- هوشنگ معصفری
- حسین معلومی
- محمدجواد بخشی زاده
- تیمن کامیاب
- پروین سلیمانی
- هراند هاکوپیان
- کامبیز کاشفی
- محمد دمور
- امید امیدفر
- اکبر معتمدی
- امیر حسنی
- علی نظری
- کریم مسیح زاده
- ذبیح اله ذبیح پور
- رضا راد
- محسن محسن آبادی
- حمید آقاجری
- محمد صادق پور
- هوشنگ افشار
- داوود اسکندری
- پرویز ذبیح پور
- عزیز خوشرو
- الیاس شهبازی
- رحیم شمشیری
- علی اصغر مهرپیشه
- صادق باغ فلکی
- جواد صالحی
- عبدالکرم هوشیار
- اسد آزادی
- ابراهیم شیرازی
- فرخ فروتنی
- احمد نورنمایی
- حجت شمس
- اصغر زارعیان
- ستار شمسی
- حسین کلخائیان
- محمود تلخوی
- مهین غلامی
- مینا غلامی
- مریم کشکولی
- میترا غلامی
- بهزاد جوانبخش رهبر کردهای عراق